# Riverside (Oregon)
Riverside – jednostka osadnicza w Stanach Zjednoczonych, w stanie Oregon, w hrabstwie Umatilla.